# كأس حذفي 2012–13
كأس حذفي 2012–13 هو موسم من كأس حذفي. كان عدد الأندية المشاركة فيه 32، وفاز فيه نادي سباهان أصفهان.